# Raphaël Pujol-Siwane
Raphaël Pujol-Siwane connu aussi sous le nom de Badr Siwane (en arabe : بدر سيوان), né le 29 août 1994 à Courcouronnes est un triathlète franco-marocain qui représente le Maroc dans les compétitions internationales depuis 2014, champion d'Afrique de triathlon en 2017 et 2018 ainsi que vainqueur des Jeux africains 2019.

## Biographie

### Jeunesse
Badr Siwane ne cherchant pas spécialement à faire un sport collectif, s'essaie au triathlon à l'âge de neuf ans sur une initiative de ses parents. Il entre au club de Sainte-Geneviève nouvellement crée, grandit et s'entraîne avec Aurélien Raphaël et Vincent Luis  au sein du club.

### Carrière en triathlon
Le succès introducteur de Badr Siwane a lieu en 2016 dès la première édition du Triathlon de Rabat. Il remporte en 2017, les championnats d'Afrique de triathlon courte distance, titre qu'il conserve l'année suivante, et marque ainsi cette compétition par deux fois dans un palmarès cent pour cent sud-africain depuis sa création en 1993. En 2019, il fait partie de l’équipe du club de triathlon de Versailles qui participe au Grand Prix de triathlon en 1er division.
Pour son premier championnat du monde de triathlon Elite, disputé le 5 septembre 2020 à Hambourg, il se classe 55e avec un contexte sanitaire dû à la Pandémie de Covid-19. Il est médaillé d'or en relais mixte aux championnats d'Afrique 2021 à Charm el-Cheikh avec ses compatriotes Mehdi Essadiq, Ghizlane Assou et Islam Bkhibkhi.

### Vie privée
Badr Siwane a fait des études en école de radio (Studio Ecole de France
à Issy-les-Moulineaux), il est devenu journaliste d’animation radio.

## Palmarès
Le tableau présente les résultats les plus significatifs (podium) obtenus sur le circuit national et international de triathlon depuis 2016,.
| Année | Compétition                                   | Pays    | Position           | Temps           |
| ----- | --------------------------------------------- | ------- | ------------------ | --------------- |
| 2024  | Jeux africains                                | Ghana   | Médaille d'argent  | 58 min 9 s      |
| 2023  | Championnats d'Afrique d'aquathlon            | Tunisie | Médaille d'or      | 31 min 7 s      |
| 2023  | Championnats d'Afrique de triathlon sprint    | Maurice | Médaille d'argent  | 55 min 55 s     |
| 2022  | Championnats d'Afrique en relais mixte        | Maroc   | Médaille d'argent  | 1 h 43 min 44 s |
| 2021  | Championnats d'Afrique en relais mixte        | Égypte  | Médaille d'or      | 1 h 35 min 48 s |
| 2019  | Jeux africains                                | Maroc   | Médaille d'or      | 0 h 57 min 48 s |
| 2019  | Coupe d'Afrique - l'étape sprint de Lake Kivu | Rwanda  | Médaille d'argent  | 58 min 8 s      |
| 2019  | Coupe d'Afrique - l'étape sprint de Dakhla    | Maroc   | Médaille d'argent  | 57 min 55 s     |
| 2019  | Coupe d'Afrique - l'étape sprint d'Accra      | Ghana   | Médaille de bronze | 1 h 4 min 23 s  |
| 2018  | Championnats d'Afrique                        | Maroc   | Médaille d'or      | 1 h 58 min 10 s |
| 2017  | Championnats d'Afrique                        | Tunisie | Médaille d'or      | 1 h 52 min 14 s |
| 2016  | Coupe d'Afrique - l'étape d'Agadir            | Maroc   | Médaille de bronze | 1 h 54 min 40 s |
| 2016  | Triathlon international de Rabat              | Maroc   | Médaille d'or      | 1 h 5 min 55 s  |